# 迦波釐

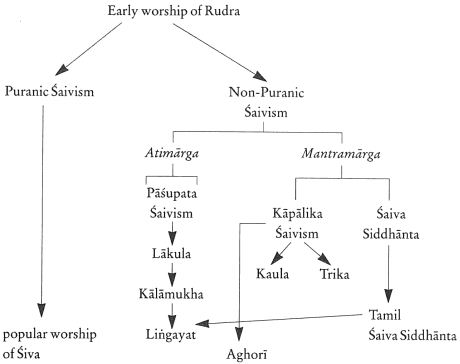
迦波釐及其在濕婆教中的分支。

迦波釐（Kāpālika）屬於怛特羅密教，是一個印度的非往世书式苦行濕婆教派。
Kāpālika這個詞来源于嘎巴拉（kapala，头骨之意），意思是“骷髅人”。該教派崇拜湿婆，传统上會携带一个頂端綴有頭骨的三叉戟（khatvanga）和一个中空的颅骨作为乞讨缽。他们會通过模仿陪臚的行为和特征以崇拜祂，包括用火化場的骨灰塗抹自己的身體，將頭髮留長、綁脏辫，并用血、肉、酒和性狂欢进行仪式。

## 歷史
迦波釐現在已經消失，其历史可以追溯到公元8世纪。根据大衛·洛倫森（David Lorenzen）的说法，关于迦波釐的資料很少，他們的形象可以在虛構文學（見下文）或其他厭惡他們的教派的記載中見到，例如許多印度的文本記載，迦波釐有自由飲酒的習慣。玄奘在他的回忆录（地理位置大致於现在巴基斯坦西北部）中写道，佛教徒与赤身裸体的苦行者生活在一起，他们用灰烬覆盖自己，头上戴着骨环。但玄奘沒有明確的說這群苦行者究竟屬於什麼教派，後世学者認為這些苦行者可能屬於迦波釐，也有可能是天衣派耆那教徒或獸主派。
洛倫森说，迦波釐更像是寺院制度，而不是具有文本教义的教派。迦波釐的传统衍生了Kulamārga教派，这是濕婆教密宗的分支，保留了迦波釐的一些特征。 金刚乘佛教中有一些迦波釐的修持方法，學者們對於究竟是迦波釐影響了金剛乘，還是金剛乘影響了迦波釐尚未有共識。 今天，迦波釐的传统保存在其濕婆教的分支中，包括阿格里教派、Kaula教派和喀什米爾濕婆教派。

## 文学形象
馬克·迪茨科夫斯基（Dyczkowski，1988: p.26）认为哈拉（Hāla，一名國王）的俗语诗《Gaha Sattasai》是现存最早关于迦波釐的記載之一：
最早提到迦波釐的地方之一是在哈拉（Hāla）的梵文诗集《Gāthā Saptaśati》 （公元3－5世纪）中的一首詩，其中描述了一位年轻的女迦波釐用情人葬礼柴堆的灰烬涂抹自己。 伐罗诃密希罗（公元500－575年）不止一次提到迦波釐，所以可以確認他們在公元6世紀就存在了。事实上，从那时起，梵文中開始普遍的提到迦波釐. . . 

## 延伸阅读
- 《Dictionary of Hindu Lore and Legend》ISBN 0-500-51088-1. Anna L. Dallapiccola . 倫敦： Thames & Hudson, 2002。
- 《Kapalikas and Kalamukhas: Two Lost Saivite Sects》ISBN 0-520-01842-7. David N. Lorenzen. 伯克利：加州大學出版社，1972。
- 《Mattavilasaprahasana》. Māni Mādhava Chakyār。
- 《Ankalaparamecuvari: a goddess of Tamilnadu, her myths and cult》ISBN 3-515-04702-6. Eveline Meyer. 斯图加特：Steiner Verlag Wiesbaden GMBH, 1986。
- 《The Blackwell Companion to Hinduism.》 莫尔登：布萊克威爾，2003。
- 《Indian Esoteric Buddhism》. Ronald Davidson. 哥倫比亞大學出版社，2002。